# Baltzenheim
Baltzenheim es una comuna francesa, situada en el departamento de Alto Rin, en la región  de Alsacia.

## Demografía
| 201 | 204 | 245 | 318 | 458 | 495 |
| Para los censos de 1962 a 1999 la población legal corresponde a la población sin duplicidades (Fuente: INSEE [Consultar]) |     |     |     |     |     |